# نيقولاي فوفك
نيقولاي فوفك هو لاعب كرة قدم روسي في مركز الوسط، ولد في 8 يناير 1997 في ياروسلافل في روسيا. لعب مع شينيك ياروسلافل.

## وصلات خارجية
- نيقولاي فوفك على موقع قاعدة بيانات كرة القدم.إي يو (الإنجليزية)
- نيقولاي فوفك على موقع Soccerway.com (الإنجليزية)